# Лісове (Бродівська міська громада)
Лі́сове— село в Україні, у Бродівській міській громаді Золочівського району Львівської області. Населення - 121 особа. Орган місцевого самоврядування — Бродівська міська рада.

## Історія
12 червня 2020 року, відповідно до розпорядження Кабінету Міністрів України № 718-р «Про визначення адміністративних центрів та затвердження територій територіальних громад Львівської області», село увійшло до складу Бродівської міської громади.
19 липня 2020 року, в результаті адміністративно-територіальної реформи та ліквідації Бродівського району, село увійшло до складу новоствореного Золочівського району.
Біля села загинув Мигаль Степан Іванович «Гонта», «Лобода» (*19.10.1918, с. Лешнів Бродівського р-ну Львівської обл. — †18.03.1946) — керівник Лешнівського кущового проводу ОУН (осінь 1944 — 03.1946). Загинув у криївці. Вістун УПА (?); відзначений Срібним хрестом бойової заслуги 1 класу (23.10.1948) за успішний бій кущової боївки із переважаючими силами ворога 27.02.1945 р. у лісі біля с. Грималівка Бродівського р-ну.